# Die Kanonen von Navarone
Die Kanonen von Navarone (Originaltitel: The Guns of Navarone) ist ein britisch-amerikanischer Kriegsfilm aus dem Jahre 1961. Der im Zweiten Weltkrieg spielende Film wurde von Regisseur J. Lee Thompson nach einer Romanvorlage von Alistair MacLean und einem Drehbuch von Carl Foreman verfilmt. Ein alliiertes Geheimkommando soll auf der fiktiven griechischen Insel Navarone zwei gigantische Kanonen der deutschen Wehrmacht in die Luft sprengen.

## Handlung
November 1943: Auf der fiktiven ägäischen Insel Navarone hat die deutsche Wehrmacht zwei riesige Kanonen in Stellung gebracht, um eine strategisch bedeutsame Meerespassage zu kontrollieren. Da die Passage eine Woche später von einem alliierten Schiffskonvoi befahren werden soll, um 2000 britische Soldaten von der Insel Kheros zu retten, müssen die Geschütze unbedingt außer Gefecht gesetzt werden. Der Versuch, sie durch den Angriff einer Bomberstaffel zu zerstören, ist gescheitert. Somit bleibt Commodore Jensen auf Vorschlag von Major „Glückspilz“ Roy Franklin als letzter Versuch, einen Kommandotrupp loszuschicken.
Die beiden stellen ein internationales Team zusammen, geführt von Major Roy Franklin und bestehend aus dem neuseeländischen Bergsteiger Captain Keith Mallory, dem britischen Sprengstoffexperten Corporal John „Dusty“ Miller, dem griechischen Offizier Andrea Stavros, dem kampferprobten „Schlächter Brown“ und dem aus Navarone stammenden Spyros Pappadimos. Der Plan sieht vor, die schwerbewachte Insel Navarone mit einem alten Fischerboot im Schutz der türkischen Küste bei Nacht über die als unerklimmbar geltende Südklippe zu erreichen. Anschließend soll sich der Trupp mit Hilfe von einheimischen Widerstandskämpfern zu der Festung mit den Kanonen durchschlagen, diese zerstören und sich dann absetzen.
Der Kommandotrupp hat von Anfang an mit vielen Schwierigkeiten zu kämpfen. Zuerst verfolgt Stavros eine Vendetta gegen Mallory, weil dieser indirekt für den Tod von Stavros’ Familie verantwortlich ist, obwohl das gemeinsame Ziel sie vorerst verbindet. Nachdem die deutschen Gegner schon frühzeitig durch das arrogante Verhalten von Major Baker von dem Unternehmen erfahren haben, müssen die Männer in einem blutigen Gefecht ein deutsches Patrouillenboot versenken. In einer regnerischen Sturmnacht schafft Mallory dann den Aufstieg über die Südklippe; Franklin stürzt jedoch ab und erleidet einen komplizierten Beinbruch. Die Truppe schlägt sich weiter über die schneebedeckten Berge zu den Ruinen von St. Alexis durch, wo sie auf die beiden Widerstandskämpferinnen Maria, die Schwester von Spyros, und die Lehrerin Anna treffen. Mit deren Hilfe gelangen sie, ständig von deutschen Soldaten verfolgt, nach Mandrakos, um einen Arzt für Franklin aufzusuchen. Sie werden jedoch verraten und von den Deutschen festgesetzt.
Stavros versucht die Deutschen zu täuschen und gibt sich als unschuldiger Fischer aus, der zwangsrekrutiert wurde, weil er den Überfall auf das Patrouillenboot mitangesehen hatte. Oberleutnant Meusel hat jedoch bereits ein Dossier über ihn als ehemaligen griechischen Offizier. Trotzdem kann Stavros die Deutschen soweit ablenken, dass seine Kameraden wieder die Oberhand gewinnen. Sie lassen den todkranken Franklin zur Behandlung zurück und flüchten. Später aber stellt Miller fest, dass seine Sprengstoffausrüstung sabotiert wurde und der Sprengstoff nur noch ohne die notwendige zeitliche Verzögerung gezündet werden kann. In einer anschließenden Rekonstruktion der vergangenen Ereignisse entlarvt er die Lehrerin Anna als eine Spionin für die Deutschen; diese wird daraufhin von Maria erschossen.
Der Trupp teilt sich auf: Mallory und Miller sollen in die Festung eindringen und versuchen, die Kanonen zu zerstören; die anderen wollen so viel Unruhe wie möglich erzeugen, um die deutschen Bewacher abzulenken. Dank des Improvisationtalents von Miller gelingen das Anbringen und die „kontrollierte“ Zündung von Sprengladungen. Der halbe Berg fliegt in die Luft, und die Kanonen von Navarone versinken im Meer. Die Schiffe der alliierten Rettungsmission können Kheros ungehindert anlaufen.
Bei den Scharmützeln mit den deutschen Soldaten verliert Spyros sein Leben. Maria und Brown beschaffen ein Boot, wobei Brown getötet wird. Mallory, Miller und Stavros können sich auf das Boot retten. Stavros bleibt danach bei Maria auf Navarone, während Mallory und Miller auf ein alliiertes Kriegsschiff übersetzen und nach Hause zurückkehren.

## Entstehung

### Besetzung und Vorproduktion
Die Kanonen von Navarone war der zweite Roman des ehemaligen Lehrers Alistair MacLean und wurde 1957 publiziert. Produzent Carl Foreman kaufte die Filmrechte und schrieb auch das Drehbuch. William Holden, nach dem Erfolg von Die Brücke am Kwai einer der zugkräftigsten Stars, war für die Hauptrolle vorgesehen. Da Foreman die von Holden verlangte Gage (750.000 Dollar plus 10 % am Einspielergebnis) nicht zahlen wollte, engagierte er Gregory Peck.
Zunächst sollte der britische Regisseur Alexander Mackendrick den Film inszenieren. Da Produzent Foreman mit Mackendricks zeitaufwändigem Inszenierungsstil nicht einverstanden war, wurde Mackendrick nach wenigen Tagen entlassen und sein Landsmann J. Lee Thompson engagiert. Thompson war ein Routinier, hatte allerdings noch nie bei einem Filmprojekt dieser Größenordnung Regie geführt. Er erwarb sich schnell das Vertrauen der Schauspieler und des Produzenten und leitete kompetent die aufwändigen Dreharbeiten.

### Dreharbeiten
Als einer der Drehorte war zunächst Zypern ins Auge gefasst, doch weil dort ein Bürgerkrieg drohte, wich Produzent Carl Foreman in das nahegelegene Rhodos aus. Die Produktionskosten explodierten von ursprünglich geplanten zwei Millionen Dollar auf das Dreifache, u. a. wegen der abgelegenen Drehorte, aufwändigen Bauten und der Mieten für insgesamt ein Dutzend ausrangierter Kriegsschiffe samt 1000 griechischer Soldaten, die ein Wehrmacht-Regiment darstellten. Im Übrigen leistete sich Kameramann Oswald Morris ein ungewöhnlich aufwändiges Dreh-Verhältnis: Er nahm 67 Stunden Rohmaterial auf, viermal so viel, wie damals bei einer vergleichbaren Filmlänge üblich war.
Die Aufnahmen dauerten von März bis Oktober 1960, drei Monate davon wurde auf Rhodos gearbeitet, anschließend in den Londoner Shepperton Studios, wo für eine Sturm-Szene ein riesiger Wassertank gebaut werden musste. Auf Rhodos wurde Anthony Quinn in den 1960er-Jahren die idyllische Vagies Bucht zum Dank für die mit dem Erfolg seiner in Griechenland spielenden Filme verbundene Fremdenverkehrswerbung von der damaligen griechischen Regierung zum Geschenk gemacht. Die Entscheidung wurde Jahre später widerrufen. Der Name Anthony-Quinn-Bucht blieb jedoch bis heute gebräuchlich. Weitere Drehorte waren die Insel Gozo nahe Malta und Tino im Ligurischen Meer. Das frühere US-Kriegsschiff USS Slater war zur Zeit der Dreharbeiten unter dem Namen Aetos (D-01) ein Ausbildungsschiff der griechischen Marine. Es dient seitdem als Museumsschiff im Hafen von Albany (New York).

### Nachproduktion
Weil Gregory Peck für seine Rolle des Capt. Mallory, der „Deutsch wie ein Deutscher“ sprechen sollte, die Sprache nicht gut genug beherrschte, wurden dessen Dialoge in der englischen Originalfassung teilweise vom britisch-italienischen Schauspieler Robert Rietty synchronisiert. David Niven erkrankte beim Dreh in einem Wasserbecken so ernsthaft, dass seine weitere Mitwirkung gefährdet war. Durch eine Verletzung seiner Lippe holte er sich eine Blutvergiftung. Es wurde daher in Erwägung gezogen, bereits gedrehtes Material mit einem anderen Schauspieler nachzudrehen, um nicht die gesamte Produktion zu gefährden. Allerdings wurde Niven nach einigen Wochen aus dem Krankenhaus entlassen und konnte seine Aufnahmen fertigstellen. Gregory Peck und Anthony Quinn wurden am 26. Juni 1960 bei Studioaufnahmen verletzt, als sie von einer überstarken künstlichen Welle erfasst wurden. Einige Mitglieder der griechischen Königsfamilie wirkten als Statisten mit, da sie an dem Tag die Dreharbeiten besuchten, als gerade die Szene im Café Mandrakos aufgenommen wurde. Die Landkarte, die im Film das fiktive Navarone zeigt, verweist tatsächlich auf die geographische Lage von Antikythera.

### Synchronisation
Die deutsche Synchronbearbeitung entstand 1961 in den Ateliers der Ultra Film Synchron GmbH in München.
| Rolle                      | Schauspieler            | Deutsche Synchronstimme |
| -------------------------- | ----------------------- | ----------------------- |
| Captain Keith Mallory      | Gregory Peck            | Wolfgang Lukschy        |
| Corporal Dusty Miller      | David Niven             | Holger Hagen            |
| Colonel Andrea Stavros     | Anthony Quinn           | Gerhard Geisler         |
| Private „Schlächter“ Brown | Stanley Baker           | Arnold Marquis          |
| Major Roy Franklin         | Anthony Quayle          | Gert Günther Hoffmann   |
| Private Spyros Pappadimos  | James Darren            | Michael Chevalier       |
| Maria Pappadimos           | Irene Papas             | Anneliese Römer         |
| Commodore Jensen           | James Robertson Justice | Eduard Wandrey          |
| Major Baker                | Allan Cuthbertson       | Gerd Martienzen         |
| Oberleutnant Meusel        | Walter Gotell           | Heinz Petruo            |
| Kommandant                 | Albert Lieven           | Siegmar Schneider       |
| Erzähler Vorspann          | James Robertson Justice | Ernst Wilhelm Borchert  |

Der Schauspieler James Robertson Justice spricht in der engl. Originalversion den Vorspann aus dem Off und spielt auch die Rolle des Commodore Jensen. In der deutschen Version wird der Vorspann von einem anderen Sprecher synchronisiert als die Rolle Jensens.

## Erfolg
Die Kanonen von Navarone war 1962 in sieben Kategorien für den Oscar nominiert, gewann aber letztlich nur jenen für die besten Spezialeffekte. In den sechs anderen Kategorien unterlag der Film, mehrheitlich dem Musical West Side Story (1961), das insgesamt 10 Oscars gewann.
Oscar Nominierungen
- Bester Film
- Beste Regie: J. Lee Thompson
- Beste Musik: Dimitri Tiomkin
- Bester Schnitt: Alan Osbiston
- Bester Ton: John Cox
- Bestes adaptiertes Drehbuch: Carl Foreman

Oscar gewonnen
- Beste Spezialeffekte: Chris Greenham, Bill Warrington

Des Weiteren erhielt der Film zwei Golden Globes in den Kategorien Bester Film – Drama und beste Filmmusik für Dimitri Tiomkin. J. Lee Thompson war für den Preis als Bester Regisseur nominiert.
Außerdem erhielt der Film den Laurel Award als Bestes Drama.
Die Kanonen von Navarone wurde zu einem der größten Kassenschlager der frühen 1960er-Jahre und gilt als Klassiker seines Genres. Das Handlungsschema „Geheimkommando gegen Wehrmacht“ wurde in den 1960er- und 1970er-Jahren in mehreren Filmen erfolgreich variiert, unter anderem in Das dreckige Dutzend (1967), Agenten sterben einsam (1968) nach einem Originaldrehbuch von Alistair MacLean und Stoßtrupp Gold (1970).
1978 wurde mit Der wilde Haufen von Navarone (auch als „Force 10 – Die Spezialeinheit“ betitelt) eine Fortsetzung produziert. Die Handlung entspricht dabei dem Buch Geheimkommando Zenica von Alistair MacLean. Die Rollen von Gregory Peck und David Niven wurden, da die Produzenten die Schauspieler mittlerweile für zu alt hielten, von Robert Shaw und Edward Fox gespielt. Der wilde Haufen von Navarone konnte bei Kritik und Publikum nicht an den Erfolg des Vorgängerfilms anknüpfen.
Romanautor Alistair MacLean gelang mit der Verfilmung von Die Kanonen von Navarone der Durchbruch in Hollywood. Bis 1981 wurden 15 seiner Abenteuer- und Kriegsromane verfilmt.

## Kritiken
Die Kanonen von Navarone erhielt ein sehr gutes Presseecho, was sich auch in den Auswertungen US-amerikanischer Aggregatoren widerspiegelt. So erfasst Rotten Tomatoes größtenteils positive Besprechungen und ordnet den Film dementsprechend als „Frisch“ ein. Laut Metacritic fallen die Bewertungen im Mittel „Grundsätzlich Wohlwollend“ aus.

„Aufwendiges Kriegsspiel, das vor keinem Kintopp-Effekt zurückschreckt.“

## Verweise in anderen Werken
- Die jamaikanische Ska-Band The Skatalites landete mit ihrer musikalischen Interpretation der Titelmusik einen ihrer größten Hits. Die US-amerikanische Power-Metal-Band Jag Panzer verarbeitete 2004 den Inhalt des Films in dem Lied The Mission (1943)
- Die Kanonen von Navarone wird im Spielfilm Pulp Fiction zitiert.
- Die Marinebasis G8 im Anime One Piece trägt den Namen Navarone
- Der jamaikanische Dancehall-Künstler Sean Paul veröffentlichte ein Lied mit dem Titel Guns of Navarone
- Im Fallout 3 Addon Operation: Anchorage trägt die finale Mission in Anspielung auf den Film den Namen Die Kanonen von Anchorage und auch hier müssen besagte Kanonen zerstört werden.

## DVD und Blu-ray
Die deutschsprachige DVD des Films ist im November 2000 erschienen und enthält unter anderem einen Audiokommentar des Regisseurs und mehrere Filmdokumentationen mit neu produzierten Interviews mit den Hauptdarstellern Anthony Quinn und Gregory Peck (Quinn, Peck und Regisseur Thompson verstarben kurz darauf innerhalb von zwei Jahren).
Eine deutsche Blu-ray des Films erschien im Oktober 2011. Sie enthält überwiegend dasselbe Zusatzmaterial wie die DVD.